# Dainis Ozols
Dainis Ozols, nacido el 9 de noviembre de 1966 en Smiltene, es un antiguo ciclista letón. Fue profesional de 1995 a 2000 y ha ganado victorias como el Regio-Tour en 1992 así como la medalla de bronce en los Juegos Olímpicos de Barcelona por detrás de Fabio Casartelli y Erik Dekker.

## Palmarés
1989
- FBD Insurance Rás

1992
- Regio-Tour
- 3.º en los Juegos Olímpicos en Ruta

1993
- 1 etapa del Gran Premio Guillermo Tell
- 1 etapa del Circuito Franco-Belga

1994
- Circuito Franco-Belga, más 2 etapas

1996
- 1 etapa de la Carrera de la Paz

1997
- Campeonato de Letonia Contrarreloj
- Vuelta a Renania-Palatinado

1998
- Campeonato de Letonia Contrarreloj

1999
- Campeonato de Letonia Contrarreloj

2000
- 1 etapa de la Carrera de la Paz
- 2.º en el Campeonato de Letonia Contrarreloj